# 軟骨細胞
軟骨細胞 (なんこつさいぼう、英: chondrocyte) とは軟骨で認められる唯一の細胞。軟骨細胞は主にコラーゲンとプロテオグリカンより構成される軟骨基質の形成と維持を行う。軟骨芽細胞は未熟な軟骨細胞を意味する用語として使用されるが、軟骨細胞は骨芽細胞から分化して形成されることもあるため、未熟な軟骨細胞を意味する用語としては不正確であり推奨されない。

## 分類
初期から分化の最終形態までの軟骨細胞の系統は下記の通りである。
1. Colony-forming unit-fibroblast (CFU-F)
2. 間充織幹細胞 / 骨髄間質細胞 (MSC)
3. 軟骨細胞
4. 肥大軟骨細胞

骨あるいは軟骨を参照にすると、間充織幹細胞 (MSC) は単独では培地によって軟骨細胞あるいは骨芽細胞に分化するため、一般に軟骨系の細胞として知られている。In vivoでの間葉細胞は血管新生領域では骨芽細胞に分化し、非血管新生領域では軟骨細胞に分化する。軟骨細胞は軟骨内骨化において肥大し、最終的な分化を果たす。この最終段階において細胞の表現型の変化により特性が決定される。